# Kanton Meine au Saintois
Meine au Saintois is een kanton van het Franse departement Meurthe-et-Moselle. Het kanton maakt deel uit van de arrondissementen Nancy (61 gemeenten) en Toul (37 gemeenten) en telde 28.251 inwoners in 2018.
Het kanton werd gevormd ingevolge het decreet van 26 februari 2014 met uitwerking op 22 maart 2015.

## Gemeenten
Het kanton omvat alle 31 gemeenten van het opgeheven Kanton Colombey-les-Belles, alle 30 van het opgeheven Kanton Haroué, 31 van de 33 gemeenten van het opgeheven Kanton Vézelise en 6 van de 16 gemeenten van het opgeheven Kanton Toul-Sud, met name:
- Aboncourt
- Affracourt
- Allain
- Allamps
- Autrey
- Bagneux
- Bainville-aux-Miroirs
- Barisey-au-Plain
- Barisey-la-Côte
- Battigny
- Benney
- Beuvezin
- Blénod-lès-Toul
- Bouzanville
- Bralleville
- Bulligny
- Ceintrey
- Chaouilley
- Clérey-sur-Brenon
- Colombey-les-Belles
- Courcelles
- Crantenoy
- Crépey
- Crévéchamps
- Crézilles
- Diarville
- Dolcourt
- Dommarie-Eulmont
- Étreval
- Favières
- Fécocourt
- Forcelles-Saint-Gorgon
- Forcelles-sous-Gugney
- Fraisnes-en-Saintois
- Gélaucourt
- Gémonville
- Gerbécourt-et-Haplemont
- Germiny
- Germonville
- Gibeaumeix
- Goviller
- Grimonviller
- Gripport
- Gugney
- Hammeville
- Haroué
- Houdelmont
- Houdreville
- Housséville
- Jevoncourt
- Lalœuf
- Laneuveville-devant-Bayon
- Lebeuville
- Lemainville
- Leménil-Mitry
- Mangonville
- Marthemont
- Mont-l'Étroit
- Mont-le-Vignoble
- Moutrot
- Neuviller-sur-Moselle
- Ochey
- Ognéville
- Omelmont
- Ormes-et-Ville
- Parey-Saint-Césaire
- Pierreville
- Praye
- Pulney
- Quevilloncourt
- Roville-devant-Bayon
- Saint-Firmin
- Saint-Remimont
- Saulxerotte
- Saulxures-lès-Vannes
- Saxon-Sion
- Selaincourt
- Tantonville
- Thélod
- They-sous-Vaudemont
- Thorey-Lyautey
- Thuilley-aux-Groseilles
- Tramont-Émy
- Tramont-Lassus
- Tramont-Saint-André
- Uruffe
- Vandeléville
- Vannes-le-Châtel
- Vaudémont
- Vaudeville
- Vaudigny
- Vézelise
- Viterne
- Vitrey
- Voinémont
- Vroncourt
- Xeuilley
- Xirocourt